# Дом за деца и младежи с умствена изостаналост
Дом за деца и младежи с умствена изостаналост (ДДМУИ) е специализирано заведение за отглеждане на деца с увреждания на интелекта, които нямат възможност да живеят в семейство.
В България съществуват над 20 ДДМУИ, в които се отглеждат над 1400 деца и младежи с различни заболявания и степени на умствено изоставане. Управляват се на общинско ниво, но стандартът на полаганата грижа се оценява от Министерството на труда и социалната политика.